# Two Weeks to Live
Two Weeks to Live es una miniserie de seis capítulos, producida y distribuida en colaboración de Sky UK y HBO Max. La serie cuenta como protagonista a Maisie Williams en el papel de Kim Noakes y Sian Clifford como Tina. Se estrenó en el canal británico el pasado 2 de septiembre de 2020.

## Sinopsis
Al aventurarse en un pub local, la acción se pone en marcha con una broma que le juegan a Kim sobre un video falso que muestra el apocalipsis iniciado por una explosión nuclear que junto al cambio climático alertan a la población de que a todos le quedan solo dos semanas de vida. Kim, criada para creer que el fin de los tiempos estaba cerca, se lanza a matar al hombre que asesinó a su padre frente a ella cuando era una niña.

## Reparto y Personajes
- Maisie Williams como Kim Noakes.
- Sian Clifford como Tina Noakes.
- Mawaan Rizwan como  Nicky.
- Taheen Modak como  Jay.
- Jason Flemyng como  Brooks.
- Michael Begley como Ian.
- Thalissa Teixeira como Thompson.
- Kerry Howard como Beth.
- Sean Knopp como padre de Kim.
- Sean Pertwee como Jimmy.

## Episodios
| N.º | Título       | Dirigido por | Escrito por          | Fecha de emisión original | Audiencia (millones) |
| --- | ------------ | ------------ | -------------------- | ------------------------- | -------------------- |
| 1   | «Episodio 1» | Al Campbell  | Gaby Hull            | 2 de septiembre de 2020   | —                    |
| 2   | «Episodio 2» | Al Campbell  | Gaby Hull            | 9 de septiembre de 2020   | —                    |
| 3   | «Episodio 3» | Al Campbell  | Gaby Hull            | 16 de septiembre de 2020  | —                    |
| 4   | «Episodio 4» | Al Campbell  | Phoebe Eclair-Powell | 23 de septiembre de 2020  | —                    |
| 5   | «Episodio 5» | Al Campbell  | Lucy Montgomery      | 30 de septiembre de 2020  | —                    |
| 6   | «Episodio 6» | Al Campbell  | Gaby Hull            | 7 de octubre de 2020      | —                    |

## Producción
La miniserie británica llegó a la cadena Sky UK el pasado 2 de septiembre de 2020. Está escrita por Gaby Hull y producida por Kudos. En España y en el resto del mundo, se puede ver a través de HBO Max quién habiendo llegado a un acuerdo con Sky One, estrenó la serie el pasado 23 de diciembre de 2020.

## Recepción
Two Weeks to live, recibió en general críticas positivas tanto de medios nacionales como internacionales. En 2021, la serie recibió el premio a la mejor producción de comedia por los Premios de Televisión de Venecia.